# Agía Kyriakí (Élide)
Agía Kyriakí, en grec moderne : Αστράς, est un village du dème d'Archéa Olympía, district régional d’Élide, en Grèce-Occidentale.
Selon le recensement de 2011, la population du village s'élève à 78 habitants.